# 2124-es mellékút (Magyarország)
A 2124-es számú mellékút egy közel tizenöt kilométeres hosszúságú, négy számjegyű országos közút Nógrád vármegyében, a Cserhát hegységben. Terény és Szanda települések legfontosabb megközelítési útvonala.

## Nyomvonala
A 2123-as útból ágazik ki, annak a 3+400-as kilométerszelvénye körül, Cserháthalápon, délkeleti irányban. Keresztezi a Fekete-víz folyását, majd kelet felé fordul, települési neve ezen a szakaszon Táncsics Mihály út. Nagyjából 1 kilométer után lép ki a falu házai közül. Harmadik kilométere környékén egy néhány száz méteres szakaszon Cserhátsurány külterületén halad, de a települést nem érinti. 6,5 kilométerénél éri el Terény központját, itt a települési neve Arany János út.
Szanda a következő, útjába eső község, itt már dél felé halad, települési neve ezen a szakaszon is Arany János út. 8,5 kilométer megtétele után éri el Szanda központját, ahol nyugatnak fordul, a neve onnantól Rákóczi út. A folytatásban Szandaváralja településrész főutcájaként halad, a neve ott Madách út. 13,7 kilométer megtétele után lép át Magyarnándor területére, és a 2108-as útba torkollva ér véget, annak a 17+500-as kilométerszelvényénél.
Teljes hossza az országos közutak térképes nyilvántartását szolgáló kira.gov.hu adatbázisa szerint 14,804 kilométer.